# Otiophora cupheoides
Otiophora cupheoides är en måreväxtart som beskrevs av Nicholas Edward Brown. Otiophora cupheoides ingår i släktet Otiophora och familjen måreväxter. Inga underarter finns listade i Catalogue of Life.